# Martin Bille Hermann

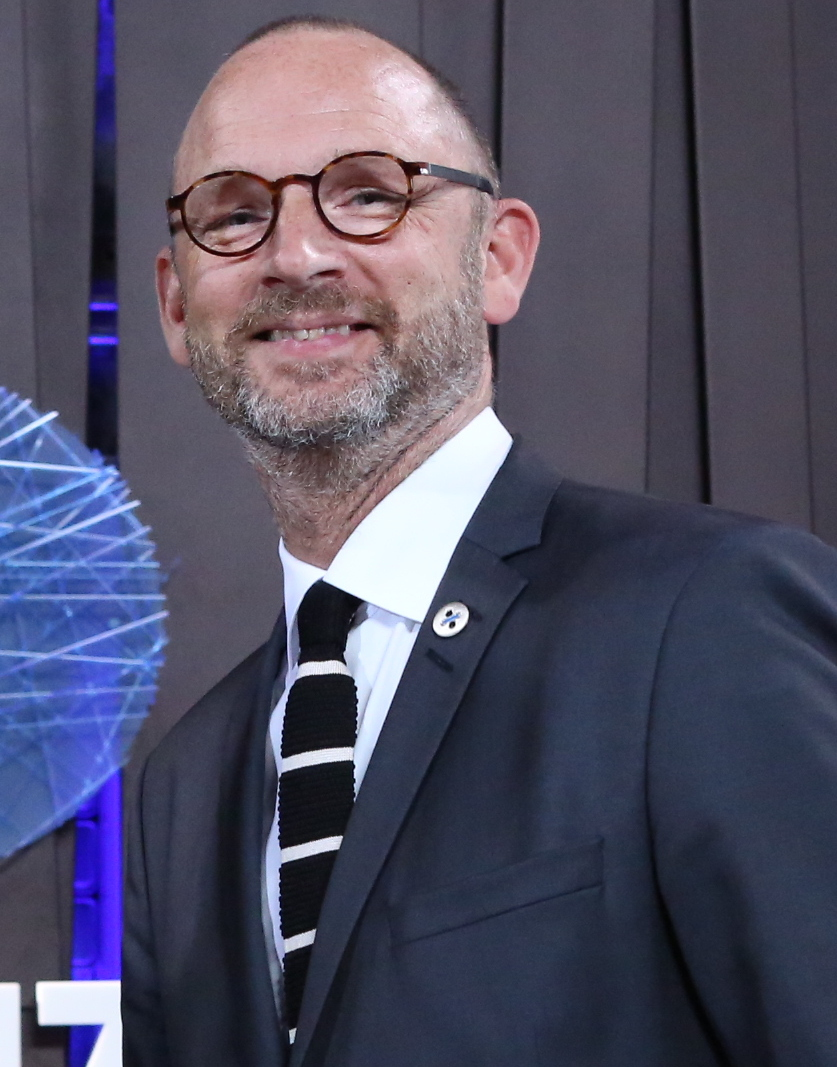
Martin Bille Hermann

Martin Bille Hermann (* 21. Dezember 1968) ist ein dänischer Diplomat und Beamter. Seit 2014 ist er Staatssekretär für Entwicklungspolitik.

## Werdegang
1996 schloss Hermann ein Wirtschaftsstudium an der Universität Kopenhagen mit einem Master ab. 2000 folgte ein weiterer Master-Titel in Entwicklungsmanagement von der London School of Economics and Political Science. Dazwischen war er von 1996 bis 1999 Programme Officer beim Entwicklungsprogramm der Vereinten Nationen in Bhutan.
2001 begann Hermann im dänischen Außenministerium als Bereichsleiter in der Abteilung Wirtschaftskooperation zu arbeiten. 2002 wechselte er als Bereichsleiter in die Abteilung für Entwicklungspolitik. 2003 wurde Hermann stellvertretender Leiter der dänischen Botschaft in Kathmandu (Nepal). 2006 kehrte er in das Außenministerium als stellvertretender Leiter der Abteilung Entwicklungspolitik zurück. 2008 folgte die Beförderung zum Abteilungsleiter der Abteilung Asien und Pazifischer Ozean. 2012 wurde Hermann dänischer Botschafter in Jakarta, mit der Akkreditierung für Indonesien, Osttimor und Papua-Neuguinea. Außerdem vertrat Hermann Dänemark bei den ASEAN. 2014 folgte schließlich die Ernennung zum Staatssekretär für Entwicklungspolitik.
Am 1. Januar 2019 trat Hermann sein Amt als Botschafter und Ständiger Vertreter Dänemarks bei den Vereinten Nationen in New York an.